# Stenhus Station
Stenhus Station er en jernbanestation i Holbæk.
Stationen ligger i den vestlige del af Holbæk og betjener denne, herunder Stenhus Gymnasium, som stationen deler navn med for at markere nærheden til gymnasiet.
Stationen ligger parallelt med Nordvestbanens enkeltsporede strækning mellem Holbæk og Kalundborg, men der er kun perron ved Odsherredsbanens spor. Kort efter stationen drejer Odsherredsbanen i nordvestlig retning.
Stationen er udformet som en højbanestation, da den er placeret langs banens viadukt over Stenhusvej, men er derudover ganske sparsomt indrettet med en simpel perron, med et enkelt læskur og en billetautomat. Adgang til perronen sker fra Stenhusvej og trapper. 
Adgang via rampe sker fra Gammel Stenhusvej - trinbræts st. ligger ikke i niveau med toget. 
Stenhus
| Foregående station               |  | Lokaltog                                 |  | Efterfølgende station |
| -------------------------------- |  | ---------------------------------------- |  | --------------------- |
| Ny Hagestedmod Nykøbing Sjælland |  | Lokaltog 510R Nykøbing Sjælland - Holbæk |  | HolbækEndestation     |

|  | Denne artikel om stationen Stenhus Station kan blive bedre, hvis der indsættes et (bedre) billede. Du kan hjælpe ved at afsøge Wikimedia Commons for et passende billede eller uploade et godt billede til Wikimedia Commons iht. de tilladte licenser og indsætte det i artiklen. |

55°42′55″N 11°41′14″Ø / 55.71528°N 11.68722°Ø